# Ławszowa
Ławszowa (niem. Lorenzdorf) – wieś w Polsce położona w województwie dolnośląskim, w powiecie bolesławieckim, w gminie Osiecznica.

## Położenie
Leży w Borach Dolnośląskich nad rzeką Kwisa. Sąsiaduje z poligonem w Świętoszowie.

## Części wsi
| SIMC    | Nazwa  | Rodzaj    |
| ------- | ------ | --------- |
| 1063617 | Wesoła | część wsi |

## Historia
Wieś została założona w XIII wieku na prawie niemieckim jako Lorenzdorf, co oznaczało dosłownie "wieś Wawrzyńca". Pierwsze wzmianki o osadzie pochodzą z 1233 roku, kiedy to została ona wymieniona w dokumencie lokacyjnym miasta Nowogrodziec. W tym okresie wieś liczyła łącznie z osadnikami oraz chłopami poddanymi ok. 300 osób. Wieś zbudowana została na prawym, śląskim brzegu Kwisy, która stanowiła granicę Śląska z Łużycami.
Miejscowość była ośrodkiem hutnictwa i garncarstwa. Hutnictwo żelaza bazowało na miejscowych rudach łąkowych (bagiennych), węglu drzewnym oraz rzece, która dawała napęd maszynom i urządzeniom np. miechowi. Rudę pozyskiwano metodą odkrywkową. Pod darnią znajdowano złoże rudy żelaza o grubości 25–40 cm. Urobek płukano w kałużach wody, która pojawiała się w wyrobisku, po czym uzyskiwano z niego w piecach hutniczych surówkę. Kużnicę w Ławszowej wybudowali w XVI w. właściciele zamku kliczkowskiego, Rechenbergowie. Najlepszy okres przypadł na XVI i XVII w. W okresie wojny 30-letniej zakłady hutnicze doznały olbrzymich zniszczeń i ich znaczenie w gospodarce zaczęło maleć. W połowie XVIII w. próby wyciągnięcia hutnictwa z kryzysu podjął się Abraham Dawid Werner, ojciec słynnego geologa Abrahama Gottloba Wernera. W latach 1757–1758 pod jego kierunkiem wybudowano w Ławszowej wielki piec. W 1847 r. była to już nowoczesna jak na owe czasy huta żelaza. W 1878 r. uruchomiono odlewnię żeliwa, emaliernię oraz zakład mechaniczny. Rozrastający się zakład hutniczy a później emaliernia wchłonęły w 1869 r. piece i stalownie osiecznickie. W owym czasie huta ławszowska zatrudniała ponad 200 osób i stanowiła ważne źródło utrzymania dla okolicznych mieszkańców.
W XVII w. po drugiej, łużyckiej stronie rzeki, gdzie nie sięgała władza katolickich Habsburgów, powstała nowa osada protestantów. Otrzymała ona nazwę Schöndorf ("piękna wieś") i do 1945 r. stanowiła odrębną jednostkę osadniczą z własnym kościołem.
Ławszowa w przeszłości była praktycznie samowystarczalna. Funkcjonowały drobne przedsiębiorstwa, głównie branży spożywczej, przetwarzające płody rolne. Mieszkańcy w produkty codziennego użytku zaopatrywali się w dobrze rozwiniętej sieci sklepów. Zapotrzebowanie na usługi zaspokajali rzemieślnicy różnej specjalności. Liczne gospody i zajazdy były miejscem spotkań i rozrywki mieszkańców. Bieżące sprawy administracyjne załatwiał sołtys stojący na czele wiejskiego samorządu.
W połowie XIX wieś należała do hr. Solmsa-Barutha, który mieszkał w Kliczkowie. Wówczas Ławszowej były dwa folwarki, młyn wodny, tartak, piec hutniczy, fabryka papieru, działało 3 bednarzy, 8 blacharzy we wsi czynna była introligatornia, pracowała kuźnia gwoździ z 12 stanowiskami pracy, które korzystały z 3 do 6 palenisk. Było też 8-12 garncarni oraz czynna kuźnia z wielkimi kowadłami i bielarnie. Znajdowało się też kilka sklepów, głównie spożywczych, piekarnia, zakłady krawieckie, szewc, dwie ubojnie i rzeźnie. Na Kwisie w okolicy wsi działał młyn wodny. Dnia 1 kwietnia 1860 r. otwarto urząd pocztowy, a 16 września 1890 r. uruchomiono telegraf. 25 listopada 1902 r. oddane do użytkowania zostało połączenie kolejowe z Zebrzydową, a następnie od 1 listopada 1904 r. ze Świętoszowem i dalej z Żaganiem. Stacja kolejowa budowana była równocześnie z torami i razem oddana do użytku. Ławszowa posiadała też własny pieniądz zastępczy. W 1885 roku wieś zamieszkiwało 1094 osób.
W 1945 roku wieś włączono do Polski. Jej dotychczasowi mieszkańcy zostali wysiedleni do Niemiec. Polską nazwę wsi ustalono jako Ławszowa, a odrębny dotychczas Schöndorf stał się jej częścią pod nazwą Wesoła.
W latach 1954–1959 wieś należała i była siedzibą władz gromady Ławszowa, po jej zniesieniu w gromadzie Osiecznica. W latach 1975–1998 miejscowość administracyjnie należała do województwa jeleniogórskiego.

## Zabytki
Do wojewódzkiego rejestru zabytków wpisany jest

### Kościół pw. Niepokalanego Poczęcia NMP
- Kościół w Ławszowej (prawobrzeżnej) stał tu już od dawnych czasów. Pierwsza wzmianka o nim pochodzi z 1376 roku. Później był kilkakrotnie palony i niszczony, m.in. podczas wojen husyckich. W roku 1768 kościół doszczętnie się spalił. W drugiej połowie XVII w. na łużyckim, lewym brzegu Kwisy za pozwoleniem elektorów saskich – ewangelików – wybudowany został kościół w Schöndorf. Jego budowę rozpoczęto w maju 1657 r. Pracowano z tak wielką gorliwością, że cały kościół był gotowy już w 20. tygodniu. Uroczyste poświęcenie miało miejsce dopiero w niedzielę po świętach wielkanocnych 1658 r. Z początkiem XIX stulecia kościół, który z panującej wówczas biedy był zbudowany z drewna, na tyle groził zawaleniem, że zmusiło to ewangelickich mieszkańców do postawienia w jego miejsce nowego masywnego kościoła w stylu klasycystycznym. W 1823 roku nastąpiło uroczyste otwarcie murowanej świątyni, która wkrótce została wzbogacona o nowe organy z klasycystycznym prospektem oraz w tym samym stylu empory. W roku 1922 na wieży zawisły dwa dzwony. Po 1945 r. kościół w Wesołej zaadaptowany został na potrzeby polskich, katolickich mieszkańców wsi, obecnie jest kościołem rzym.-kat. fil. pw. Niepokalanego Poczęcia NMP. Odnawiany w latach 1949–1950, 1958–1961 i 1987–1988. Parafię erygowano 31.01.1988.[6]

### Kolejowa wieża ciśnień
- Wieża wodna z Ławszowej; konstrukcja wybudowana w oparciu o typowy projekt, na planie ośmiokąta, zewnętrznie – dobrze zachowana.

Ławszowa – to stacja położona na szlaku kolejowym prowadzącym z Jeleniej Góry do Żagania (na jego pierwszym odcinku z Żagania do Zebrzydowej budowanym w latach 1902-1905). Pierwszy etap prac, tj. odcinek Zebrzydowa - Ławszowa, ukończono 25.11.1902 roku.

### Krzyż pokutny
Krzyż w kamiennym murze otaczającym miejsce gdzie stał dawniej kościół. Odnaleziony w roku 2002, materiał kwarcyt, wymiary 60x75x... cm.
inne
- na murze obok kościoła m.in. epitafium Erdmanna Bergera z herbem von Berger, syna pastora Friedricha Erdmanna Bergera[11]